# Makedonische Phalanx

Aufstellung einer makedonischen Phalanx mit Reiterei und Hilfstruppen.

Die Makedonische Phalanx war eine schwere Infanterieformation von hoher militärgeschichtlicher Bedeutung für die Staaten der antiken hellenistischen Epoche. Als ihr Wegbereiter gilt der makedonische König Philipp II. († 336 v. Chr.), dessen Sohn Alexander der Große († 323 v. Chr.) sie zum Pfeiler seines Eroberungszuges durch Asien machte. Anschließend dominierte die makedonische Phalanx die Kriegsschauplätze des östlichen Mittelmeerraums in den hellenistischen Nachfolgestaaten der Antigoniden, Seleukiden, Ptolemäer, Attaliden und anderer Herrscherhäuser, bis sie ab dem 2. vorchristlichen Jahrhundert der römischen Legion unterlag und weichen musste.

## Gefährten zu Fuß
Die makedonische Phalanx stellte eine Weiterentwicklung der klassischen Hopliten-Phalanx des antiken Griechenlands dar, die sich gegenüber dieser vor allem in der Bewaffnung ihrer Krieger unterschied. Der makedonische Phalangit, pezhetairos (Gefährte zu Fuß) genannt, trug zu seinem Schutz einen wesentlich kleineren und leichteren Schild lose um seine linke Schulter oder den linken Unterarm gebunden, um beide Hände frei zur Führung einer mindestens 5 bis zeitweise 7 Meter langen Lanze, der Sarissa, zu haben. Eingelegt ragte die Spitze dieser Lanze weit vor dem Körper ihres Trägers voraus und war dadurch sowohl als Distanz- wie Stoßwaffe zu gebrauchen. Der makedonische Phalangit besaß damit gegenüber dem klassisch bewaffneten Hopliten einen Vorteil, indem er seinen Gegner nun aus der Sicherheit einer größeren Distanz heraus mit gezielten Stößen seiner Lanze bekämpfen konnte. Und indem mehrere Glieder der Phalanx ihre langen Lanzen zugleich einlegen konnten, wurde der Gegner mit einer entsprechend höheren Anzahl von Lanzenspitzen konfrontiert, der er sich nun zu erwehren hatte. Bis zu fünf Lanzenreihen musste er bewältigen, um das erste Glied der Makedonen für den Nahkampf erreichen zu können. Für jeden der nicht annähernd adäquat ausgerüsteten Gegner der Makedonen, vornehmlich Griechen und Perser, ein nahezu unmögliches Unterfangen.
Die pezhetairoi waren Berufskrieger, die gegenüber einfachen Wehrbauern aus der königlichen Kasse besoldet und auch gesellschaftlich privilegiert wurden, als das dem König am nächsten stehende Gefolge. Sie existierten bereits zu Zeiten Alexanders I. und hatten bis unter Philipp II. zunächst noch eine Art Gardefunktion inne. Im Zuge seiner Militärreform baute Philipp II. sie zu einem stehenden Heer aus und bewaffnete sie mit der Sarissa. Laut Diodor war es Philipp II., der in Makedonien die Phalanxformation einführte. Schlagartig wurde Makedonien dadurch zu einer solchen Militärmacht erhoben, wie sie das Land in früheren Zeiten noch nie gewesen war. Die makedonische Phalanx (Μακεδονικήν φάλαγγα), die erstmals von Diodor bewusst als solche zur Unterscheidung von anderen Formationen bezeichnet wurde, avancierte für Philipp II. zum wichtigsten Machtinstrument zur Erlangung des Königtums, das er eigentlich nur stellvertretend für seinen Neffen bekleiden sollte. Auf die Zustimmung der ihm loyalen Krieger, seiner Gefährten, bauend konnte er aber seine Königsherrschaft legitimieren, wodurch er Makedonien die Verfassung einer Militärmonarchie verlieh. Dieser Zustand wurde konstitutiv für die weitere Geschichte des Landes wie auch für jene der makedonischen Nachfolgestaaten in Asien.
Die neue Überlegenheit in der Kriegsführung veranschaulichte Philipp II. selbst erstmals in der Schlacht bei Chaironeia 338 v. Chr. mit durchschlagendem Erfolg, als er die klassischen Formationen der Athener und Thebaner, zweier bis dahin führender Militärmächte, vernichtend schlug. Dieser Sieg begründete die Hegemonie Makedoniens über Griechenland und läutete zugleich die Dominanz der makedonischen Kriegsschule in der östlichen Mittelmeerwelt ein.

## Schildträger
Einen wichtigen Bestandteil der makedonischen Phalanx stellte die Einheit der hypaspistes (Schildträger) dar, die als Makedonen im weiteren Sinne ebenfalls pezhetairoi, also Gefährten zu Fuß waren, wenngleich sie von den regulären Phalangiten unterschieden wurden. Da die Phalangiten lediglich durch ihren eigenen über die linke Schulter gebundenen kleinen Schild geschützt waren, verfügten sie für ihre rechte Körperhälfte, an der sie mit beiden Händen ihre Lanzen führten, faktisch über gar keinen Schutz und waren an dieser Stelle am verwundbarsten. In Schlachtformation wurde dieser Nachteil aufgrund ihrer enggeschlossenen Aufstellung weitgehend kompensiert, mit Ausnahme jener Krieger, die am äußerst rechten Ende der Formation standen.
Um diese offene Flanke zu schließen, wurde die Einheit der Schildträger geschaffen, die mit 3.000 Mann an der rechten Flanke der Phalanx aufgestellt wurden. Diese Krieger kamen aufgrund ihrer Ausrüstung, einem großen Hoplon mit einer einhändig führbaren Lanze und Schwert, weitgehend dem klassischen griechischen Hopliten nahe und sie beherrschten auch den Kampf in klassischer Phalanxformation, also den direkten Nahkampf in geschlossener Aufstellung mit sich überlappenden Schilden. In offener Feldschlacht beschränkte sich ihre Hauptaufgabe auf den Schutz der rechten Flanke der Phalanx, während sie bei Belagerungen und anderen militärischen Operationen flexibler eingesetzt werden konnten. Auch stellten sie für den König eine Leibgarde (agēma), sobald er zu Fuß kämpfte. Ihre erfahrensten Veteranen wurden „Silberschilde“ genannt.

## Hilfstruppen
Die makedonische Phalanx wurde auf dem Schlachtfeld durch Hilfstruppen unterstützt, die in ihrer Anzahl und Beschaffenheit in unterschiedlichen Zeiten variierten. Unter Philipp II. und Alexander wurde ihre linke Flanke in der Regel durch leichte Reiterei und dann von der schweren thessalischen Reiterei geschützt. Vor der Phalanx waren weitere leichte Infanteristen aufgestellt, sogenannte Peltasten (psiloi), die mit ihren Wurfwaffen vor allem gegnerische Streitwagen oder Reiterei ausschalten sollten. Später, ab der Diadochenzeit, stürmten Kriegselefanten der Phalanx voraus, die als erstes in die gegnerische Phalanx einbrechen und damit eine Art Vorarbeit für die eigene Phalanx leisten sollten.

## Aufbau
In Schlachtformation aufgestellt bildete die makedonische Phalanx keinen starr in sich geschlossenen Heereskörper, sondern war in mehrere Abteilungen gegliedert, die über eigene Kommandostrukturen verfügten und selbstständig agieren konnten. Nichtsdestotrotz zog sie ihre Stärke aus dem Zusammenhalt der einzelnen Abteilungen untereinander, was ein hohes Maß an Koordination der Befehlshaber wie auch eine gleichmäßige Marschgeschwindigkeit der Formationen erforderte, die mittels strengsten Drills eingeübt wurde.
Die Grundformation der Heeresaufstellung bildete eine syntagma (Verbund), die spätestens seit Alexander aus 256 Mann bestand. Diese waren in dekades (Glieder) unterteilt und bildeten ein Quadrat aus 16 Mann in der Breite und 16 Mann in der Tiefe. Jedes Glied wurde von einem dekadarchos befehligt, bei dem es sich dem Namen nach um einen „Zehnerschaftführer“ handelte, wohl weil ein dekas in früheren Zeiten aus 10 Mann bestanden hatte. Dem dekadarchos standen zwei dekastateroi als Stellvertreter zur Seite, bei denen es sich um die beiden erfahrensten Krieger des Gliedes handelte, die deshalb zu ihrem Monatssold zusätzlich zehn Stater erhielten. Im Glied stand einer von ihnen direkt neben dem dekadarchos, während der andere das Glied an seinem Ende abschloss. Jede dekas bildete eine Zeltgemeinschaft und verfügte über einen Diener und einen Esel, der das Zelt sowie Getreidevorräte für 30 bis 40 Tage transportierte. Der gemeine Soldat erhielt 30 attische Drachmen im Monat, wobei der Verdienst durch Plünderung, Beutegewinn und Auszeichnung gemehrt werden konnte.
Eine syntagma besaß kein Einheitskommando, sondern war mit einer zweiten syntagma in einem lóchos zu 512 Mann vereint, das von einem lochagós kommandiert wurde. Das lóchos stellte damit den ersten und kleinsten zu selbstständigen Operationen befähigten Verband dar. Drei lóchoi waren schließlich in dem 1.536 Mann umfassenden Großverband der taxis vereint, der größten Organisationseinheit der schweren makedonischen Infanterie, befehligt von einem taxiarchos. Auf dem Schlachtfeld wurde die Phalanxlinie in der Regel aus mehreren taxeis zusammengesetzt. Im Heer Alexanders des Großen zum Beispiel bestand sie zu Beginn des Asienfeldzugs aus sechs taxeis und wurde im weiteren Verlauf auf sieben erweitert.
| Griechisch                                           | Bedeutung                     | Mannstärke | römisches Äquivalent | modernes Äquivalent    |
| ---------------------------------------------------- | ----------------------------- | ---------- | -------------------- | ---------------------- |
| táxis (τάξις) Befehlshaber: taxíarchos (ταξίαρχος)   | infanteristischer Großverband | 1.536      | Legion Legat         | Brigade Brigadegeneral |
| lóchos (λóχος) Befehlshaber: lochagós (λοχαγός)      | Fünfhundertschaft             | 512        | Kohorte Tribun       | Regiment Oberst        |
| sýntagma (σύνταγμα)                                  | Kampfverbund                  | 256        | Manipel Centurio     | Kompanie Hauptmann     |
| dekás (δεκάς) Befehlshaber: dekadárchos (δεκαδάρχος) | Glied                         | 16         | Decurie Decurio      | Gruppe Leutnant        |
| pezétairos (πεζέταιρος)                              | Gefährte zu Fuß / Phalangit   |            | Legionär             | Soldat                 |

In den Nachfolgestaaten des Alexanderreichs veränderten sich die Organisationsformen der Phalanx in unterschiedlichen Ausmaßen. Einer fragmentarisch erhaltenen Inschrift aus Amphipolis ist beispielsweise zu entnehmen, dass im Heerwesen Makedoniens unter den Antigoniden die taxis in strategia umbenannt wurde, die von einem strategos geführt wurde. Aufgeteilt war sie in sechs speirarchai zu je 256 Mann, die also an die Stelle der syntagma getreten waren. Eine speira war wiederum in vier tétrarchai zu je 64 Mann und diese wiederum in vier lochoi zu je 16 Mann gegliedert. Das lochos war also an die Stelle des alten dekas getreten.
| Griechisch                                                  | Bedeutung                     | Mannstärke | römisches Äquivalent | modernes Äquivalent    |
| ----------------------------------------------------------- | ----------------------------- | ---------- | -------------------- | ---------------------- |
| stratēgía (στρατηγία) Befehlshaber: stratēgós (στρατηγός)   | infanteristischer Großverband | 1.536      | Legion Legat         | Brigade Brigadegeneral |
| speîra (σπεῖρα) Befehlshaber: speirárchēs (σπειράρχης)      | Kampfverbund                  | 256        | Manipel Centurio     | Kompanie Hauptmann     |
| tetrarchía (τετραρχία) Befehlshaber: tetrárchēs (τετράρχης) |                               | 64         |                      | Zug Oberleutnant       |
| lóchos (λóχος) Befehlshaber: lochagós (λοχαγός)             | Glied                         | 16         | Decurie Decurio      | Gruppe Leutnant        |
| pezétairos (πεζέταιρος)                                     | Gefährte zu Fuß / Phalangit   |            | Legionär             | Soldat                 |

## Kampfweise
Wie alle militärischen Aufgebote der Antike wurde auch die makedonische Phalanx auf dem Schlachtfeld in linearer Formation aufgestellt, indem in der Regel mehrere taxei nebeneinander Aufstellung bezogen. In der Schlacht marschierte die so erst gebildete Phalanx frontal auf das gegnerische Heer zu, wobei die Taxiarchen darauf bedacht waren, durch eine gleichmäßige Marschgeschwindigkeit und genaues Manövrieren die geschlossene Linienformation aufrechtzuerhalten. Die Unterteilung in mehrere selbstständig agierende Kampfgruppen verhalf der makedonischen Phalanx dabei zu einer wesentlich besseren Manövrierfähigkeit als den herkömmlichen Formationen der Griechen früherer Zeiten. So waren ihre Kampfgruppen eher in der Lage, während des Marsches Richtungsänderungen vorzunehmen, wodurch unter anderem der bei klassischen Formationen auftretende Effekt des Rechtszugs vermieden werden konnte. Die Aufrechterhaltung der Geschlossenheit setzte einen möglichst ebenen Marschuntergrund auf flachem Terrain voraus, weshalb die makedonischen Heerführer stets darauf bedacht waren, den Gegner zur Schlacht auf ebenem Gelände zu zwingen. Nicht zuletzt deshalb hatte beispielsweise Alexander der Große am Vorabend der Schlacht von Gaugamela 331 v. Chr. nichts dagegen einzuwenden, als Dareios III. das ausersehene Schlachtfeld für seine Streitwagen einebnen ließ.
Kurz vor dem Zusammentreffen der feindlichen Heere ließen die ersten fünf Glieder der Makedonen ihre Lanzen in die Horizontale fallen. Die Lanzenspitzen des ersten Glieds ragten dabei etwa 4,5 m und die des fünften Glieds noch fast 1 m der Front voraus. Vom sechsten Glied an wurden die Lanzen über die Schultern des Vordermannes in Position gehalten, wobei die vom sechsten und siebten Glied dabei in angewinkelter und die der sieben anderen in senkrechter Position verblieben. Durch die Gedrängtheit ihrer Lanzen konnten die Krieger die Flugbahn anfliegender Pfeilgeschosse stören und damit die Formation von oben her schützen. Fiel ein Kämpfer einer der vorderen Reihen, rückte der Hintermann auf die Position des jeweils vor ihm stehenden auf, so dass die Anzahl von fünf kampfbereiten Lanzenreihen aufrechterhalten blieb. Weiterhin bewirkten die hinteren Glieder durch die Erzeugung eines körperlichen Drucks auf die vorderen Glieder einen beständigen Vorwärtsdrang der Phalanx, deren Lanzenreihen so geradezu in die Reihen des Feindes hineingedrückt wurden. Die dabei erzeugte starke Stoßkraft brachte der makedonischen Phalanx den Ruf eines unüberwindbaren Bollwerks, einer mit Lanzenspitzen bewehrten Menschenwalze (griechisch: Phalanx), ein.
Auch während des Kampfes achteten die Taxiarchen stets darauf, die Geschlossenheit der Formation aufrechtzuerhalten. Über Meldegänger und Signalgeber unterrichteten sie sich gegenseitig über ihre Bewegungen und Richtungsänderungen. Beging eine Abteilung einen Marschfehler, so konnte in der Phalanxlinie eine Lücke entstehen, durch die der Feind hindurchzubrechen und damit die Gesamtformation in Gefahr zu bringen vermochte. Denn wegen ihres Vorwärtsdrangs konnten die Krieger einer Formation diese an ihren Flanken und im Rücken kaum adäquat verteidigen. Eine Schlacht wurde durch die Flucht einer der gegnerischen Formationen entschieden, die entweder durch erwiesene Unterlegenheit aufgrund zu hoher Verluste oder durch das Durchbrechen der Formation ausgelöst werden konnte. Bei der makedonischen Phalanx ist allerdings anzumerken, dass ihr Durchbrechen nicht zwangsläufig ihre Niederlage bedeuten musste. So geschah es beispielsweise in der Schlacht bei Gaugamela, in welcher der persischen Kavallerie zwar an einer Stelle der Durchbruch gelang, den sie allerdings in Verkennung der so begünstigten Lage ungenutzt ließ, so dass die Makedonen die Schlacht weiterführen konnten, bis die Perser ihrerseits zu fliehen hatten.

## Taktik
Im taktischen Konzept Philipps II. und Alexanders des Großen war die makedonische Phalanx stets mit der schweren makedonischen Kavallerie (Hetairenreiterei) im Kampf der verbundenen Waffen eingebettet. Unter Alexander machte die Phalanx in der Regel den linken Flügel der Schlachtaufstellung aus, während ihr zur Rechten die Kavallerie aufgestellt war. Ihre Hauptaufgabe in der Schlacht bestand darin, die Hauptkräfte des Gegners an sich zu binden und der Kavallerie die notwendigen Freiheiten zum offensiven Angriff auf die Flanken des feindlichen Heeres, oder gar zu dessen Umgehung zum Angriff auf das gegnerische Zentrum zu ermöglichen. Alexander zum Beispiel suchte mit der Kavallerie in den Schlachten bei Issos und Gaugamela die direkte Attacke auf Dareios III.

## Anwendung
Die Diadochen und Epigonen Alexanders behielten das taktische Konzept der makedonischen Kriegsschule weitgehend bei. Bei Kämpfen der Diadochen gegeneinander setzten beide Kriegsparteien diese Militärtaktik gleichermaßen ein. Die makedonische Kampfweise, die sich der griechischen und persischen als überlegen erwiesen hatte, wurde nicht mehr in Frage gestellt und weitgehend konserviert. Sie wurde auch den indigenen, zuvor unterworfenen Völkern in den Nachfolgestaaten des Alexanderreichs beigebracht. So ließ beispielsweise Ptolemaios IV. mehrere tausend Ägypter für die Schlacht von Raphia rekrutieren, in der Phalanxtaktik drillen und mit makedonischen Waffen ausrüsten. Ein Beispiel konnte er sich dabei an Alexander dem Großen nehmen, der einst 30.000 Perser zur Rekrutierung für die makedonische Kriegsschule angefordert hatte.
Insgesamt war die makedonische Phalanx in hellenistischer Zeit zur Hauptkriegswaffe im gesamten östlichen Mittelmeerraum avanciert und wurde von jeder Macht adaptiert, die im machtpolitischen Kräftemessen jener Region mitbestimmen wollte. Sogar die Spartaner eigneten sich den Kampf mit der Sarissa an, was sie allerdings nicht vor der Niederlage bei Sellasia gegen die Makedonen bewahrte.

## Den Römern unterlegen
Der römische Konsul Lucius Aemilius Paullus (nach seinem Sieg bei Pydna Macedonicus genannt) soll mehrmals seine Bestürzung über den Anblick einer in Kampfaufstellung heranmarschierenden makedonischen Phalanx geäußert haben, da er nie etwas Schrecklicheres und Furchtbareres als dies gesehen habe. Tatsächlich hatte sich auch für die Römer die makedonische Phalanx als die unüberwindliche Lanzenwalze erwiesen, als die sie sich bereits im 3. vorchristlichen Jahrhundert ihren weltweiten Ruf begründet hatte. Die Römer waren im Krieg gegen Pyrrhos (280–275 v. Chr.) erstmals in Kontakt mit der makedonische Kampfweise geraten, da dessen Heer mehrere makedonische Formationen angeschlossen waren. Im frontalen Aufeinandertreffen waren die Römer der Phalanx genauso unterlegen wie die Griechen und Perser vor ihnen. Die Römer bezogen ihre Stärke auf dem Schlachtfeld aus den Fähigkeiten ihrer einzelnen Legionäre im direkten Zweikampf Mann-gegen-Mann, doch wurde diese Stärke gegen die aus der Distanz heraus kämpfenden Makedonen neutralisiert. Dem einzelnen Legionär hatten sich die zehn Lanzenspitzen zwischen ihm und seinem Gegner als ebenso unüberwindliches Hindernis entgegengestellt wie allen anderen Kämpfern zuvor.
Und doch waren es die Römer, die in ihren Kriegen gegen Philipp V., Perseus und Antiochos III. die makedonische Phalanx nicht nur besiegen, sondern regelrecht vernichten konnten. Sie erzielten diese Erfolge, indem sie als Erste gezielt die Schwächen der Phalanx zum eigenen Vorteil nutzten. Als die größte Schwäche hatten sie dabei die Verwundbarkeit der Makedonen bei loser Formation auf unebenem Gelände erkannt. So geschah es erstmals in der Schlacht von Kynoskephalai 197 v. Chr., die mit einer vernichtenden Niederlage der Makedonen endete. Wie von ihrer überkommenen Schule gewohnt wählten die Makedonen stets ebenes Gelände für den Kampf, das aber besonders in Griechenland schwer zu finden war. Die Römer aber gingen unter diesen Bedingungen der Schlacht aus dem Weg und besetzten stattdessen die umliegenden Städte und Nachschubwege, wodurch die Phalanx von ihrer Versorgung mit Lebensmitteln abgeschnitten wurde. Dadurch war sie bald zur Aufgabe ihrer exponierten Stellung gezwungen und musste zu ihrem Nachteil den Kampf auf unebenem Terrain annehmen, wo sich ihre Geschlossenheit schnell auflöste.
Dazu kam, dass die Römer schneller als alle früheren Heeresformationen die entstehenden Lücken in der makedonischen Phalanx ausnutzten. Dies lag in der wesentlich höheren Flexibilität ihrer Heeresordnung begründet, die es ihren einzelnen Abteilungen, den Manipeln, erlaubte, aus der Formation auszuscheren, um gänzlich unabhängig von ihr Operationen auszuführen. Sobald bei den Makedonen eine Abteilung den Fehler beging und mit der Verfolgung einer fliehenden Abteilung der Römer begann, nutzen diese die dabei entstehende Lücke aus, um mit einem in Reserve zurückgehaltenen Manipel dort hineinzustoßen. Von dort aus konnten die umliegenden Abteilungen der Makedonen an ihren Flanken oder gar im Rücken angegriffen werden. Wegen ihrer geringen Manövrierfähigkeit nach hinten und kaum vorhandenen Nahkampfeignung waren die Makedonen den hierauf spezialisierten römischen Legionären gänzlich unterlegen.
Bei Kynoskephalai wurde die makedonische Phalanx erstmals vernichtend geschlagen; die dortigen Verlustzahlen übertrafen das Maß früherer Schlachten bei Weitem. Das makedonische Königreich kostete diese Niederlage die einst von Philipp II. begründete Hegemonie über Griechenland. Die Seleukiden erlitten nur wenig später in der Schlacht bei Magnesia 190/189 v. Chr. ein ähnlich folgenschweres Desaster und verloren dadurch ihre Vorherrschaft in Kleinasien an Rom. 168 v. Chr. verschwand Makedonien nach der Niederlage bei Pydna als Königreich von der Landkarte und ging als Provinz im Römischen Reich auf. Damit war das Ende der makedonischen Phalanx und die neue Vorherrschaft der römischen Legion eingeläutet worden.

## Nachwirkung
In der römischen Kaiserzeit war die makedonische Phalanx zu einem Bestandteil der von den Kaisern betriebenen imitatio Alexandri geworden. Für seinen Feldzug gegen das Partherreich im Jahr 217 ließ Caracalla 16.000 Makedonen in der alten makedonischen Kriegsschule ausbilden und ausrüsten, um mit ihnen den Eroberungszug Alexanders des Großen, als dessen Reinkarnation er sich betrachtete, zu wiederholen. Wegen der Ermordung des Kaisers im selben Jahr kam der Feldzug nicht mehr zur Ausführung.

## Schlachten
Eine Liste von Schlachten, in denen die makedonische Phalanx eingesetzt wurde.
- Schlacht von Chaironeia (338 v. Chr.)

### Alexanderzug
- Schlacht am Granikos (334 v. Chr.)
- Schlacht bei Issos (333 v. Chr.)
- Schlacht bei Gaugamela (331 v. Chr.)
- Schlacht an den persischen Toren (330 v. Chr.)
- Schlacht am Hydaspes (326 v. Chr.)

### Kriege der Diadochen
- Schlacht von Krannon (322 v. Chr.)
- Schlacht von Kretopolis (319 v. Chr.)
- Schlacht von Paraitakene (316 v. Chr.)
- Schlacht von Gabiene (316 v. Chr.)
- Schlacht von Gaza (312 v. Chr.)
- Schlacht von Ipsos (301 v. Chr.)
- Schlacht von Kurupedion (281 v. Chr.)

### Kriege der Epigonen
- Schlacht von Sellasia (222 v. Chr.)
- Schlacht von Raphia (217 v. Chr.)
- Schlacht von Paneion (200 v. Chr.)
- Schlacht von Elasa (160 v. Chr.)

### Römische Kriege
- Schlacht von Kynoskephalai (197 v. Chr.)
- Schlacht bei den Thermopylen (191 v. Chr.)
- Schlacht bei Magnesia (190/189 v. Chr.)
- Schlacht von Pydna (168 v. Chr.)
- Zweite Schlacht bei Chaironeia (86 v. Chr.)[13]
- Schlacht von Orchomenos (85 v. Chr.)